# Алиуи, Набиль
Наби́ль Алиуи́ (фр. Nabil Alioui; 18 февраля 1999, Тулон, Франция) — французский футболист марокканского происхождения, нападающий клуба «Адана Демирспор».

## Клубная карьера
Алиуи — воспитанник клубов «Тулон» и «Монако». В 2018 году для получения игровой практики Набиль на правах аренды перешёл в бельгийский «Серкль Брюгге». 10 марта 2019 года в матче против льежского «Стандарда» он дебютировал в Жюпиле лиге, заменив во втором тайме Сержа Гакпе. По окончании аренды Набиль вернулся в «Монако», где выступал за дублирующий состав. Летом 2020 года Алиуи на правах свободного агента перешёл в «Гавр», подписав контракт на 4 года. 28 августа в матче против «Труа» он дебютировал в Лиге 2. В поединке против «Тулузы» Набиль забил свой первый гол за «Гавр».

## Международная карьера
В 2018 году в составе юношеской сборной Франции Алиуи принял участие в юношеском чемпионате Европы в Финляндии. На турнире он сыграл в матчах против команд Турции и Англии. В обоих поединках Набиль отметился забитыми голами.
В 2019 году Алиуи в составе молодёжной сборной Франции принял участие в молодёжном чемпионате мира в Польше. На турнире он сыграл в матчах против команд Саудовской Аравии, Панамы, Мали и США. В поединке против американцев Набиль забил гол.